# Peratophyga oblectata
Peratophyga oblectata là một loài bướm đêm trong họ Geometridae.